# Grégoire Lyonnet
Grégoire Lyonnet (26 giugno 1986) è un ballerino francese.
È noto soprattutto per aver preso parte al programma Danse avec les stars (versione francese del format di Ballando con le stelle) e per essere il marito della cantante francese Alizée.

## Biografia
Grégoire è figlio di due ballerini professionisti (Christophe e Claudie Lyonnet), nonché insegnanti di danza, e mostra fin da piccolissimo un grande talento per tale disciplina, in particolare per il ballo acrobatico e quello da sala.

## Carriera
Durante la sua carriera di ballerino, Grégoire ha ottenuto diversi riconoscimenti, come Campione di danza under-18 di Francia e Finalista alla Coppa di danza del Mondo .
Nel 2011 Grégoire viene scelto come ballerino per la prima edizione del programma Danse avec les stars, venendo confermato anche per le edizioni dalla 2ª alla 5ª (anche se nel corso di quest’ultima abbonderà la trasmissione alla 6ª puntata per motivi personali) e ritornando poi per la 7ª. Vincerà nel 2013 la 4ª edizione, in coppia proprio con colei che poi diventerà sua moglie (Alizée), e arriverà secondo, in coppia con la cantante Camille Lou, nella 7ª.
Grégoire ha preso parte come comparsa anche ad altri programmi televisivi, come Fort Boyard e Tous en cuisine avec Cyril Lignac, e ha tenuto anche dei corsi di Hip Hop presso lo Studio Romans. Il 1° ottobre 2017 ha aperto insieme alla moglie una scuola di danza ad Ajaccio (città natale di lei), chiamata Studio di danse Lyonnet .

## Vita privata
Nel 2013 viene scelta come sua partner di danza, alla 4ª edizione di Danse avec les stars, la cantante Alizée, ancora scossa per la rottura con l’ex marito Jérémy Chatelain, avvenuta l’anno prima. Nel corso delle puntate, tra Grégoire e la giovane cantante nasce l’amore e inizieranno una relazione. I due si sposano il 18 giugno 2016 a Villanova, nell'arrondissement di Ajaccio e il 24 novembre 2019 danno alla luce la piccola Maggy.